# Haplophthalmus avolensis
Haplophthalmus avolensis är en kräftdjursart som beskrevs av Albert Vandel 1969. Haplophthalmus avolensis ingår i släktet Haplophthalmus och familjen Trichoniscidae. Inga underarter finns listade i Catalogue of Life.